# Fərid Mansurov
Fərid Mansurov (w transkrypcji z ros. Farid Mansurow; ur. 10 maja 1982) – azerski zapaśnik startujący w kategorii do 66 kg w stylu klasycznym, mistrz olimpijski, dwukrotny mistrz świata.
Największym jego sukcesem jest złoty medal igrzysk olimpijskich w Atenach (2004), a w Pekinie 2008 zajął dziewiętnaste miejsce. Jest dwukrotnym mistrzem świata (2007, 2009). Piąty na mistrzostwach Europy w 2009. Mistrz świata juniorów w 2001 roku.